# Elio García Austt
Elio García Austt (Montevideo 1919 - Montevideo, 12 de agosto de 2005) médico uruguayo, nació en el seno de una familia que seguramente marcó el futuro de su carrera profesional, ya que su padre era Profesor de Psiquiatría de la Facultad de Medicina de Montevideo.

## Biografía
García Austt se graduó con honores como Doctor en Medicina y Cirugía, Facultad de Medicina, Universidad de la República Oriental del Uruguay en 1948 y obtuvo la Medalla de Oro que otorga la Universidad, por su Tesis de Doctorado "Repercusión de ciertas alteraciones metabólicas sobre los potenciales bioeléctricos".
Antes de graduarse, en 1942, había iniciado lo que habría de ser su futura carrera como neurocientífico, desarrollando la Electroencefalografía Clínica en el Instituto de Endocrinología con el primer equipo de registro que funcionó en Uruguay.
Luego de su graduación continuó su trabajo como neurofisiólogo clínico y de esa época fueron sus primeras publicaciones sobre epilepsia. Su carrera clínica continuó con la fundación y dirección de cinco laboratorios de Electroencefalografía Clínica en los Hospitales Públicos más importantes de Montevideo.
En esa misma época despierta su interés por la investigación científica fundamental en Neurofisiología, en el Departamento de Fisiología de la Facultad de Medicina de Montevideo bajo la dirección del Prof. Corneil Heymans (Premio Nobel de Fisiología), durante su prolongada estancia en Montevideo en la postguerra. García Austt aseguraba que su relación con Prof. Heymans había sido imprescindible para el inicio de su carrera como neurobiólogo.
En 1951, trabaja en el laboratorio de Neurofisiología de la Universidad Católica de Santiago de Chile, que dirigía el Prof. Joaquín Luco, uno de los científicos más destacados de la Neurobiología. A su vuelta a Montevideo crea, en colaboración con los Doctores Eduardo Migliaro y José Pedro Segundo, el Laboratorio de Neurofisiología, dependiente de los Departamentos de Biofísica y de Fisiología en Facultad de Medicina de Montevideo. 
En este laboratorio de Neurofisiología se formó bajo la dirección de Garcia Austt un conjunto de investigadores en Neurobiología, que continuaron su labor en diversos laboratorios de Uruguay y del extranjero. En esa Facultad García Austt instauró a finales de los años 60 el Curso Integrado del Sistema Nervioso que incluía docentes de los Departamentos de Fisiología, Biofísica, Histología, Anatomía y Farmacología.
En 1959 García Austt crea el Laboratorio de Neurofisiología del Instituto de Neurología y Neurocirugía de la Facultad de Medicina de Montevideo. Allí trabajó hasta 1973, fecha de su traslado a España. En ese laboratorio de Montevideo realizó importantes y fructíferas investigaciones tanto en el hombre como en animales. Centró esta investigación en: 1) Los potenciales evocados en el hombre y su relación con la atención y percepción; 2) Los mecanismos de regulación del influjo sensorial auditivo visual y somestésico; 3) Los registros y estimulación eléctrica en el curso de la cirugía cerebral en humanos; 3) El desarrollo de las funciones nerviosas en el embrión de pollo; 4) Las variaciones de la presión del oxígeno durante el sueño; 5) la fisiología y la fisiopatología de la presión endocraneana. Estos últimos estudios dieron lugar a la creación de una técnica para el diagnóstico de la hidrocefalia normotensiva, trabajo que fue reconocido con premios en Uruguay y España.
Durante este último período las investigaciones fueron financiadas en gran medida por importantes donaciones extranjeras.

## El período en Madrid
En 1973 fue invitado a Madrid por el Dr. José Manuel Rodríguez Delgado, para colaborar en el desarrollo de la Neurobiología en el “Hospital Ramón y Cajal” de la Seguridad Social. Fue una brillante oportunidad de seguir una fructífera tarea científica en condiciones óptimas, y una salida inmejorable para una situación-político social insostenible. En el Hospital Ramón y Cajal fundó el Servicio de Neurología Experimental del Departamento de Investigación. Se desarrollaron durante 15 años diversas líneas de investigación. Entre otros destacan el análisis de los mecanismos de generación de diversos ritmos cerebrales. Allí participó activamente en la formación de un grupo de destacados neurobiólogos que desarrollaron una importante labor científica en laboratorios españoles y extranjeros.
Es de destacar la conexión con el área clínica del Hospital, a través de la colaboración
con el Servicio de Neurocirugía que dirigía el Dr. Obrador-Alcalde.
En su etapa como profesor en el Departamento de Fisiología de la Facultad de Medicina de la Universidad Autónoma de Madrid contribuyó activamente en la docencia en Neurociencia y a establecer el Curso Integrado de Neurociencia, en colaboración estrecha con los Profs. Rodríguez Delgado y Fernando Reinoso-Suárez.

## García Austt y la Sociedad Española de Neurociencia
La Sociedad Española de Neurociencia tuvo una larga y complicada fase de creación. Sucesivas reuniones científicas preliminares con los nombres de I, II y III Reunión de Neurobiólogos Españoles en 1980, 1981 y 1983, organizadas por García-Austt en colaboración con los Profesores Fernando Reinoso-Suárez, Salvador Lluch e Isabel de Andrés que dieron lugar finalmente, en 1985, a la Sociedad Española de Neurociencias de la que el Profesor García-Austt fue el Primer Presidente. Durante casi 20 años la SENC ha marcado la vida de la Neurociencia Española y ha sido un motor importante para su desarrollo.

## La vuelta a Montevideo
En 1988 vuelve a Montevideo a dirigir el “Proyecto de Neurociencia” financiado por la Unión Europea. Esta donación científica fue la primera otorgada a Latinoamérica por la Comunidad Europea y constituyó la base para el desarrollo de cinco proyectos en distintos laboratorios en Uruguay. En esta etapa hay un importante resurgir de la Neurociencia en el Uruguay gracias a la labor integradora y formativa de García-Austt, creando un ambiente científico propicio para el retorno de diversos investigadores que realizaban su labor en el extranjero. Durante este periodo volvió regularmente a Madrid donde mantuvo su despacho del Hospital Ramón y Cajal y donde hasta su última visita en 1998 se escuchaban con interés sus consejos sobre las investigaciones en curso. Mientras, en Uruguay, continuó con la dirección de distintos cursos nacionales y de proyección internacional que fueron la estructura de la actual “Escuela de Neurociencias” de Hispanoamérica.
En 1991 fue designado Profesor de Neurociencia de la Facultad de Ciencias de la Universidad de la República, cargo que desempeñó hasta su jubilación en 1999.
Dirigió distintos Laboratorios y Servicios que se detallan más arriba, así y tuvo un abultadísimo currículo con una lista de publicaciones en revistas internacionales, que comienzan en el año 1952 y terminan en 1998.
En 1999 fue distinguido con el Premio Morosoli de Oro, que otorga la Fundación Lolita Rubial.
Se casó dos veces y tuvo cinco hijos. Falleció en Montevideo el 12 de agosto de 2005.

## Trabajos publicados
Su extensa lista de publicaciones se puede ver en el libro de A.L. Turnes.

## Cargos destacados
- Profesor Adjunto de Fisiología, Facultad de Medicina de Montevideo, 1959-1974.
- Jefe del Servicio de Neurología Experimental del Departamento de Investigación del Centro Especial “Ramón y Cajal” de la Seguridad Social, Madrid, España, 1977-1989.
- Profesor ad honorem de la Facultad de Medicina de la Universidad Autónoma de Madrid, España, 1974.
- Profesor Especial de la Facultad de Medicina de la Universidad Autónoma de Madrid, España,1975-1988.
- Profesor Emérito de la Facultad de Medicina, Uruguay, 1986.
- Profesor Honorífico del Hospital Ramón y Cajal de Madrid, España, 1990.
- Profesor de Neurociencias de la Facultad de Ciencias, Uruguay, 1991-1999
- Director del Instituto de Biología de la Facultad de Ciencias, Uruguay, 1991-1994.
- Profesor Emérito de la Facultad de Ciencias, Uruguay, 1998.
- Doctor Honoris Causa de la Universidad, Uruguay, 2000.